# See You Again (песня Майли Сайрус)
See You Again — дебютный сингл американской певицы Майли Сайрус из её дебютного студийного альбома Meet Miley Cyrus, вышедший 22 декабря 2007 года под лейлами Walt Disney Records и Hollywood Records. Он был спродюсирован Антониной Армато и Тимом Джеймсом.
Позже, Rock Mafia сделали ремикс этого сингла и выпустили в качестве второго сингла со студийного альбом Майли Сайрус «Breakout» в следующем году.

## История релизов
| Регион         | Дата                 | Формат   |
| -------------- | -------------------- | -------- |
| Великобритания | 21 августа, 2008 год | CD-сингл |

## Чарты
| Чарт (2007—2008)                            | Высшая позиция |
| ------------------------------------------- | -------------- |
| Австралия (ARIA)                            | 6              |
| Австрия (Ö3 Austria Top 40)                 | 30             |
| Бельгия/Валлония (Ultratop 50)              | 43             |
| Канада (Billboard Canadian Hot 100)         | 4              |
| Чехия (Rádio Top 100)                       | 69             |
| Европейский союз (European Hot 100 Singles) | 38             |
| Германия (GfK)                              | 52             |
| Венгрия (Single Top 40)                     | 7              |
| Ирландия (IRMA)                             | 13             |
| Новая Зеландия (Recorded Music NZ)          | 11             |
| Словения (Rádio Top 100)                    | 45             |
| Великобритания (OCC UK Singles)             | 11             |
| США (Billboard Hot 100)                     | 10             |
| США (Billboard Adult Pop Airplay)           | 21             |
| США (Billboard Pop Airplay)                 | 4              |
| Венесуэла Pop Rock (Record Report)          | 2              |

| Чарт (2008)                              | Позиция |
| ---------------------------------------- | ------- |
| Австралия (ARIA)                         | 26      |
| Канада Canadian Hot 100                  | 21      |
| Новая Зеландия New Zealand Singles Chart | 43      |
| Великобритания UK Singles Chart          | 103     |
| США Billboard Hot 100                    | 31      |
| США Mainstream Top 40                    | 15      |

## Сертификации
| Регион | Сертификация | Продажи |
| --- | ------------ | ------- |
| Австралия (ARIA) | Платиновый   | 70 000^ |
| Новая Зеландия (RMNZ) | Золотой      | 7500*   |
| Великобритания (BPI) | Серебряный   | 200 000 |
| * Данные о продажах приведены только на основе сертификации. · ^ Данные о тиражах приведены только на основе сертификации. · Данные о продажах + прослушиваниях приведены только на основе сертификации. |              |         |